# Harpactea gridellii
Harpactea gridellii är en spindelart som först beskrevs av Lodovico di Caporiacco 1951.  Harpactea gridellii ingår i släktet Harpactea och familjen ringögonspindlar.
Artens utbredningsområde är Italien. Inga underarter finns listade i Catalogue of Life.